# Технологии упрочнения металлов
Большинство деталей машин работают в условиях изнашивания, кавитации, циклических нагрузок, коррозии при криогенных или высоких температурах, при которых максимальные напряжения возникают в поверхностных слоях металла, где сосредоточены основные концентраторы напряжения. Газотермическое напыление, наплавка, химико-термическая обработка повышают твёрдость, кавитационную и коррозионную стойкость и, создавая на поверхности благоприятные остаточные напряжения сжатия, увеличивают надёжность и долговечность деталей машин. Кроме того увеличить прочность и сопротивление усталости можно созданием соответствующих композиций сплавов и технологии обработки. При сохранении достаточно высокой пластичности, вязкости и трещиностойкости данные методы повышают надёжность и долговечность машин и понижает расход металла на их изготовление вследствие уменьшения сечения деталей.

## Термические
Упрочнению термической обработкой подвергаются 8-10 % общей выплавки сталей. В машиностроении объём термического передела составляет до 40% стали.
- Закалки

1. Объёмная
2. Поверхностная

- Объемно-поверхностная-закалка
- Рекристаллизация

## Механические
Механические свойства деталей улучшаются пластической деформацией или поверхностным наклёпом. Эти методы широко используются в промышленности для повышения сопротивляемости малоцикловой и многоцикловой усталости деталей машин.
1. Обкатывание
2. Чеканка
3. Выглаживание
4. Старение

## Химико-термические
Деталь помещают в среду, богатую элементом, который диффундирует в металл.
1. Цементация
2. Азотирование
3. Нитроцементация
4. Цианирование
5. Диффузионное насыщение металлами
  1. Алитирование
  2. Хромирование
  3. Никелирование
  4. Силицирование
  5. Борирование

## Газотермическое напыление
С помощью нагрева исходного материала, его диспергирования и переноса газовой струей на поверхность изделия наносится слой металла или сплава, металлокерамики, керамики с необходимыми свойствами. При этом изделие не нагревается более 100 градусов Цельсия.
- Высокоскоростное газопламенное напыление
- Плазменное напыление
- Электродуговая Металлизация
- Детонационное напыление
- Газопламенное напыление
- Напыление с оплавлением

## Наплавка
Наплавка — это нанесение слоя металла на поверхность изделия посредством сварки плавлением.
Различают методы:
- Газопорошковая наплавка
- Наплавка под флюсом
- Наплавка самозащитными проволоками
- Вибродуговая наплавка
- Плазменная наплавка

## PVD-процесс
Hапылениe покрытий (тонких плёнок) в вакууме

## Комбинированные
К комбинированным способам упрочнения относятся термомеханическая обработка, термо-химико-механическая обработка, электроэрозионная обработка, лазерное упрочнение + выглаживание + обкатывание и др. Объёмная и поверхностная обработка могут вестись последовательно несколькими методами.